# Leptotyphlinae
A Leptotyphlinae a rovarok (Insecta) osztályában  a holyvafélék (Staphylinidae) családjának alcsaládja. Apró méretű, vak talajlakó bogarak tartoznak ide, Magyarországon nem fordulnak elő.

## Elterjedésük
Az alcsaládba 45 nembe sorolt több mint 500 leírt faj tartozik, melyek nagy része endemikus. A fajok nagy része a trópusokon és Amerikában még valószínűleg ismeretlen. Ezt alátámassza az a tény, hogy míg Észak-Amerikából 19 fajuk ismert, addig csak Olaszország területén 153 faj előfordulása bizonyított. 
A sarkvidékek kivételével az összes kontinensen megtalálhatóak, de legnagyobb számban a mérsékelt öv mediterrán éghajlatú területein (Mediterráneum, Kalifornia, Chile) fordulnak elő.
Európában 435 fajuk fordul elő. Közép-Európa területén csak Ausztriából, Bécs mellől (Scheerpeltz, 1959) és a szlovákiai Ardói-barlangból (Šustek, 2000) jelezték előfordulásukat.
Széles elterjedésük ellenére sehol sem gyakoriak.

## Jellemzőik
Apró méretű (0,8-2,1 mm), karcsú, gyengén pigmentált, barnás-vöröses színezetű bogarak. Fejük nagy, szélesebb mint az előtor. Összetett szemeik csökevényesek, a fejtetőn 2 pontszemük van. Csápjuk rövid, a csápok utolsó 2-3 íze elkülönült csápbunkót alkot. Szárnyfedőjük viszonylag rövid, hártyás szárnyaik nincsenek. Lábaik rövidek, vaskosak. Lábfejeik 2 vagy 3 ízűek.

## Életmódjuk
Ezen vak, röpképtelen holyvák nagyrészt mélyen a talajban, kövek alatt, gyökerek közt élnek. A fajok nagy része endemikus, kis elterjedési területtel, mely akár 12–18 km is lehet. Alacsony migrációs képességük lehet annak az oka, hogy a fajok nagy része csak olyan területeken él, melyek a jégkorszak alatt nem jegesedtek el. Ez megmagyarázná, miért hiányoznak Észak-Amerika és Európa nagy részéről.

## Rendszerezés
Cephalotyphlini
Cephalotyphlus (Coiffait, 1955)
Entomoculiini
Allotyphlus (Coiffait, 1955)
Cyrtotyphlus (Dodero, 1900)
Entomoculia (Croissandeau, 1891)
Mesotyphlus (Coiffait, 1957)
Neocyrtotyphlus (Pace, 1976)
Paratyphlus (Blackwelder, 1952)
Leptotyphlini
Epalxotyphlus (Coiffait, 1955)
Hesperotyphlus (Coiffait, 1955)
Kenotyphlus (Coiffait, 1957)
Leptotyphlus (Fauvel, 1874)
Leptotyphlus kovaci (Sustek, 2000) - a szlovákiai Ardói-barlangból (Šustek, 2000) írták le.
Portotyphlus (Coiffait, 1979)
Metrotyphlini
Banatotyphlus (Decu, 1982)
Egeotyphlus (Coiffait, 1957)
Gynotyphlus (Coiffait, 1955)
Gynotyphlus perpusillus piffli (Scheerpeltz, 1959) - Ausztriából, Bécs mellől (Scheerpeltz, 1959) írták le.
Metrotyphlus (Coiffait, 1959)
Rhopalotyphlus (Scheerpeltz, 1955)
Neotyphlini
Apheliotyphlus (Pace, 1976)
Kladotyphlus (Pace, 1999)
Megatyphlus (Coiffait, 1955)

## Fordítás
- Ez a szócikk részben vagy egészben  a   Leptotyphlinae című orosz Wikipédia-szócikk ezen változatának fordításán alapul.  Az eredeti cikk szerkesztőit annak laptörténete sorolja fel. Ez a jelzés csupán a megfogalmazás eredetét és a szerzői jogokat jelzi, nem szolgál a cikkben szereplő információk forrásmegjelöléseként.